# Луппов, Анатолий Борисович
Анато́лий Бори́сович Лу́ппов (2 июня 1929, Пачи, Нижегородская область — 8 августа 2022, Казань) — композитор, педагог. Член Союза композиторов СССР (1959), Заслуженный деятель искусств Марийской АССР (1968), лауреат Государственной премии Марийской АССР (1973), заслуженный деятель искусств РСФСР (1974), заслуженный деятель искусств Республики Татарстан, лауреат Государственной премии Республики Татарстан имени Габдуллы Тукая (1999), профессор Казанской государственной консерватории имени Н. Жиганова (1977), почётный член Союза композиторов Республики Марий Эл.

## Биография
Родился в селе Пачи (ныне в Тужинском районе Кировской области). Интерес к музыке в нём пробудил отец, по профессии бухгалтер (по другим данным — священнослужитель), игравший на гармонике, гитаре, балалайке. После окончания семилетней школы работал на заводе, учился в лесотехническом техникуме. В 1946—1951 годах учился в Марийском музыкальном училище имени И. С. Палантая (Йошкар-Ола); изучал игру на баяне, кларнете, виолончели, затем — на фортепиано (класс К. Р. Гейста).
В 1956 году окончил Казанскую консерваторию по классу фортепиано (класс В. Г. Апресова), в 1959 году — по классу композиции (класс профессора А. С. Лемана).
В 1954—1956 годы работал концертмейстером в консерватории. С 1956 года преподавал в Казанской консерватории фортепиано (1956—1959) и композицию, с 1977 года — профессор. В 1970—1991 годы заведовал кафедрой композиции. Одновременно (1969—1973) вёл композиторский класс в музыкальном училище города Йошкар-Олы. В числе его учеников — марийские композиторы Юрий Евдокимов, Людмила Новосёлова, Алексей Яшмолкин, Анатолий Незнакин, Сергей Маков, Вениамин Захаров, Станислав Васильев, Элина Архипова. С 2015 года — профессор кафедры теории музыки и композиции.
В 1965—1977 годах — председатель правления Союза композиторов Марийской АССР. В 1984—1994 годы являлся консультантом Всесоюзного ежегодного семинара молодых композиторов в Доме творчества города Иваново.
Скончался 8 августа 2022 года.

### Семья
- жена - Ася Линсцер.
- сын — Владимир Анатольевич Луппов, секретарь совета директоров фирмы «Татнефтепродукт»[4].
  - внучка — Анастасия Луппова, биллиардистка[5][6].

## Творчество
С 1950-х годов выступал в качестве пианиста:
- 1953, Казань — Фортепианный концерт Николая Бажова (оркестр Казанской консерватории, дирижёр И. Э. Шерман)
- 1954, Казань — Концерт для фортепиано с оркестром № 4 А. Г. Рубинштейна (оркестр Казанской консерватории, дирижёр И. Э. Шерман)
- 1956, Казань — Концерт для фортепиано с оркестром № 1 П. И. Чайковского (оркестр Казанской консерватории, дирижёр П. Григоров)

Исполнял также собственные сочинения:
- 1958, Москва — Концерт для фортепиано с оркестром (Большой симфонический оркестр, дирижёр О. Х. Дурян)
- 1964, Донецк — Концертино (оркестр Воронежской филармонии, дирижёр Ю. Николаевский)
- 1965, Воронеж — Концертино (оркестр Воронежской филармонии, дирижёр Ю. Николаевский).
- см. также в списке произведений.

А. Б. Луппов — автор произведений разных жанров — сценических, симфонических, вокально-симфонических, камерно-инструментальных, а также опер, балетов, симфоний, увертюр, концертов для различных инструментов, кантат, вокальных произведений, музыки к спектаклям, песен.
В ряде сочинений А. Б. Луппов использовал подлинные марийские мелодии (в токкате для фортепиано, рапсодии для скрипки, пьесах для гобоя соло, увертюре «Юбилейная» и других). В большинстве произведений композитор создал свои темы, интонационно родственные народным марийским напевам.
Является основоположником марийского балета. Впервые в истории национальных музыкальных культур создал цикл концертов для духовых инструментов с оркестром (для флейты, гобоя, кларнета, фагота, трубы, валторны).

### Избранные произведения
| для голоса | для голоса                                                                               | для голоса                                   | для голоса                                                                    | для голоса                                                                                                   |
| год        | произведение                                                                             | первое исполнение                            | исполнители                                                                   | публикация                                                                                                   |
| ---------- | ---------------------------------------------------------------------------------------- | -------------------------------------------- | ----------------------------------------------------------------------------- | --- |
| 1964       | «Песни Рисорджименто»: Вокальный цикл на стихи итальянских поэтов                        | 18.11.1965, Москва                           | В. Микаелян                                                                   | Луппов А. Б. «Песни Рисорджименто»: Вокальный цикл на стихи итальянских поэтов. — М.: Сов. композитор, 1967. |
| 1965       | «Последняя ночь»: Вокально-симфоническая поэма на стихи Р. Кутуя                         | 19.11.1965, Казань, фондовая запись на радио | Н. Зайцева, В. Прудник; дирижёр К. К. Тихонов                                 | |
| 1969       | «Сны военные»: Вокально-симфоническая поэма на стихи Р. Кутуя                            | 21.11.1969, Казань                           | Л. Башкирова, А. Трескин; дирижёр Н. Г. Рахлин                                | |
| 1977       | «Казань»: Кантата для хора и оркестра на стихи В. В. Маяковского                         | 26.11.1978, Казань                           | дирижёр Ф. Ш. Мансуров                                                        | Луппов А. Б. «Казань»: Кантата для хора и оркестра на стихи В.Маяковского. — М.: Сов. композитор, 1980.      |
| 1984       | «Какого цвета солнце?»: Кантата для детского хора на стихи Ш. Г. Галиева                 | 11.1.1985, Казань                            | хор «Пионерия Татарии» п/у Н.Сизовой                                          | |
| 1985       | «Сходка»: Кантата для хора и симфонического оркестра на стихи Е. А. Евтушенко            | 15.12.1987, Казань                           | Дж. Кутдусов                                                                  | |
| 1985       | «Песнь о храбром джигите»: Детская кантата на стихи М.Джалиля                            | 18.11.1986, Казань                           | хор «Пионерия Татарии» п/у Н.Сизовой                                          | Луппов А. Б. «Песнь о храбром джигите»: Детская кантата на стихи М.Джалиля. — М.: Сов. композитор, 1990.     |
| 1987       | «Воспоминания»: Вокальный цикл для сопрано и камерного оркестра на стихи Р.Кутуя         | 16.12.1987, Казань                           | Н.Варшавская; дирижёр В.Афанасьев                                             | |
| 1992       | «Голос оттуда»: Вокальный цикл                                                           | 23.12.1992, Казань                           | Н.Щукина и автор (ф-но)                                                       | |
| 1997       | «Забытая мелодия»: Вокальный цикл на стихи И.Якупова                                     | 1.4.1998, Казань                             | Н.Щукина, В.Таганцева (ф-но)                                                  | |
| 1999       | «Женщине вся земля»: Кантата для женского хора и камерного оркестра на стихи М.Цветаевой | 28.2.2004, Казань                            | хор учащихся Казанского музыкального училища им. Аухадеева; дирижёр Н.Гараев  | |
| 2000       | Поэма-вокализ для сопрано и камерного оркестра                                           | 20.12.2000, Йошкар-Ола                       | Л.Бочкарева; дирижёр С. М. Элембаев                                           | |
| 2001       | «Осенние мотивы»: Вокальный цикл на стихи А.Блинова                                      | 5.12.2001, Казань                            | Г.Мурзаева, В.Таганцева (ф-но)                                                | |
| 2004       | «Бессмертная душа»: Духовный триптих для женского хора                                   | 9.4.2004                                     | хор учащихся Казанского музыкального училища им. Аухадеева п/у Л.Дразниной    | |
| 2004       | «Тысячелетняя Казань»: Кантата для хора и симфонического оркестра                        | 10.12.2004, Казань                           | Хор студентов Казанской консерватории п/у В.Лукьянова, дирижёр Ф. Ш. Мансуров | |

| оперы | оперы                                                                   | оперы                                       | оперы                                                   |
| год   | произведение                                                            | первое исполнение                           | исполнители                                             |
| ----- | ----------------------------------------------------------------------- | ------------------------------------------- | ------------------------------------------------------- |
|       | «Неотосланные письма»: Моноопера для сопрано по повести А.Кутуя         | 2.11.1979, Казань, фондовая запись на радио | исп. Г.Сайфуллина, дирижёр Р. С. Салаватов              |
| 1988  | «Любовь, любовь»: Камерная опера на стихи М. И. Цветаевой и А. А. Блока | 18.12.1988, Казань                          | Л.Башкирова, Г.Ластовка, М.Соколов; дирижёр В.Афанасьев |
| 1992  | «Незнакомка и поэт»: Камерная опера на стихи А.Блока                    | 6.4.1998, Казань                            | Н.Костицкая и В.Бадалов; дирижёр Р.Абязов               |

| балеты | балеты                                                   | балеты                 | балеты                                       | балеты                                                             |
| год    | произведение                                             | первое исполнение      | исполнители                                  | публикация                                                         |
| ------ | -------------------------------------------------------- | ---------------------- | -------------------------------------------- | ------------------------------------------------------------------ |
| 1972   | «Лесная легенда»                                         | 18.2.1973, Йошкар-Ола  | дирижёр В. Д. Куценко                        | Луппов А. Б. «Лесная легенда». Балет. — М.: Сов. композитор, 1987. |
| 1974   | «Соловей и родник»: по балладе М.Джалиля                 |                        |                                              |                                                                    |
| 1975   | «Джим» : по поэме М.Джалиля                              |                        |                                              |                                                                    |
| 1976   | «Прерванный праздник»                                    | 4.5.1978, Йошкар-Ола   | дирижёр В.Венедиктов                         |                                                                    |
| 1980   | «Музыкальная история»: Детский балет по сказке С.Гурария | 3.1.1980, Йошкар-Ола   | дирижёр А.Березин                            |                                                                    |
| 1984   | «Замок Шеремета»                                         | 25.11.1987, Йошкар-Ола | дирижёр В.Венедиктов, балетмейстер А.Голышев |                                                                    |
| 1995   | «Сююмбике» (совместно с С. М. Шамсутдиновой)             |                        |                                              |                                                                    |

| симфонические | симфонические                                                                          | симфонические                       | симфонические                                                                      | симфонические                                                                                         |
| год           | произведение                                                                           | первое исполнение                   | исполнители                                                                        | публикация                                                                                            |
| ------------- | -------------------------------------------------------------------------------------- | ----------------------------------- | ---------------------------------------------------------------------------------- | --- |
| 1960          | Детская сюита для струнного оркестра                                                   | 5.10.1960, Казань                   | дирижёр И. В. Аухадеев                                                             | Луппов А. Б. Детская сюита для струнного оркестра. — М.: Сов. композитор, 1975.                       |
| 1963          | Первая симфония                                                                        | 15.11.1964 в грамзаписи             |                                                                                    | |
| 1964          | Праздничная увертюра                                                                   | 9.3.1965, Йошкар-Ола, в грамзаписи  | дирижёр Г. Таныгин                                                                 | |
| 1970          | «Татарское каприччио»: Концерт для симфонического оркестра                             | 23.7.1971, Сочи                     | дирижёр Ф. Ш. Мансуров                                                             | Луппов А. Б. «Татарское каприччио»: Концерт для симфонического оркестра. — М.: Сов. композитор, 1974. |
| 1970          | «Марш Акпарса»: Симфоническая увертюра                                                 | 20.3.1971, Йошкар-Ола, в грамзаписи | дирижёр В. Венедиктов                                                              | |
| 1972          | «Марийское каприччио» для симфонического оркестра                                      | 10.12.1974, Москва                  | дирижёр М. Д. Шостакович                                                           | Луппов А. Б. «Марийское каприччио» для симфонического оркестра. — М.: Сов. композитор, 1978.          |
| 1973          | «Юность КамАЗа»: Симфоническая увертюра                                                | 21.11.1973, Казань                  | дирижёр Н. Г. Рахлин                                                               | Луппов А. Б. «Юность КамАЗа»: Симфоническая увертюра. — М.: Сов. композитор, 1978.                    |
| 1975          | «Красные джигиты»: Симфоническая увертюра                                              | 25.10.1976, Казань                  | дирижёр Н. Г. Рахлин                                                               | |
| 1980          | «Юбилейная увертюра» для симфонического оркестра                                       | 25.11.1981, Казань                  | дирижёр А.Тихонов                                                                  | |
| 1981          | «Необычайное музыкальное приключение»: Симфоническая сказка для детей; текст С.Гурария | 12.10.1982, Казань                  | дирижёр Н.Русин                                                                    | |
| 1982          | Увертюра на темы песен народов Поволжья для симфонического оркестра                    | 26.4.1982, Йошкар-Ола               | дирижёр Г.Таныгин                                                                  | |
| 1983          | Симфониетта на татарские темы                                                          | 11.1.1985, Казань                   | дирижёр В.Венедиктов                                                               | |
| 1984          | Приветственная увертюра для симфонического оркестра                                    | 17.12.1984, Чебоксары               | дирижёр А.Калагин                                                                  | |
| 1987          | Вторая симфония «Степной курай»                                                        | 14.11.1987, Казань                  | дирижёр Р. С. Салаватов                                                            | |
| 1989          | Третья симфония «Легенда башни Сююмбике»                                               | 17.11.1989, Казань                  | дирижёр Ф. Ш. Мансуров                                                             | |
| 1990          | «Симфония в ритмах» № 4 в 3-х частях                                                   | 12.2.1991, Казань                   | дирижёр Р.Скуратов                                                                 | |
| 1991          | Пятая симфония «Памяти жертв сталинизма»                                               | 28.2.1992, Казань                   | дирижёр Ф. Ш. Мансуров                                                             | |
| 1993          | Шестая симфония «По прочтении Корана»                                                  | 12.11.1993, Казань                  | дирижёр Т.Ахметов                                                                  | |
| 1994          | «Забавные гости»: Симфоническая сказка для детей по сказке Д.Файзи                     | 2.10.1994, Казань                   | дирижёр Р.Заляй                                                                    | |
| 1995          | Седьмая симфония «Кара урман»: Для струнного оркестра                                  | 10.10.1995, Казань                  | дирижёр Ф. Ш. Мансуров                                                             | |
| 1997          | Восьмая симфония «Памяти Н.Жиганова»                                                   | 6.11.1997, Казань                   | дирижёр Т.Ахметов                                                                  | |
| 1999          | Девятая симфония                                                                       | 21.11.1999, Казань                  | дирижёр В.Венедиктов                                                               | |
| 2000          | «Прерванный праздник»: Драматическая сюита                                             | 20.12.2000, Йошкар-Ола              | дирижёр С. М. Элембаев                                                             | |
| 2001          | «Караван в Булгары» для симфонического оркестра                                        | 10.10.2003, Казань                  | дирижёр А.Волченко                                                                 | |
| 2001          | «Вдоль да по Казанке»: Симфоническая картина                                           | 11.5.2003, Казань                   | оркестр учащихся Казанского музыкального училища им. Аухадеева, дирижёр В.Васильев | |
| 2001          | «Чёрная кукла Джим»: Симфоническая картина                                             | 11.5.2003, Казань                   | оркестр учащихся Казанского музыкального училища им. Аухадеева, дирижёр В.Васильев | |
| 2002          | «Никольский триптих» для симфонического оркестра                                       | 18.9.2003, Казань                   | дирижёр Ф. Ш. Мансуров                                                             | |
| 2002          | «Праздник струнных» для камерного оркестра                                             | 8.10.2001, Казань                   | дирижёр В.Афанасьев                                                                | |
| 2002          | «Птичий двор»: Детская симфоническая сказка : Текст автора                             | 7.3.2004, Казань                    | дирижёр Р.Заляй                                                                    | |
| 2003          | «Драматический вальс» для симфонического оркестра                                      | 28.2.2004, Казань                   | Ансамбль Новой музыки, дирижёр А.Волченко                                          | |
| 2004          | Сюита на темы Т.Ефремова для симфонического оркестра                                   | 11.11.2005, Йошкар-Ола              | дирижёр И.Егоров                                                                   | |
| 2004          | «Сабантуй. Скачки»: Симфоническая картина                                              | 10.12.2004, Казань                  | дирижёр Ф. Ш. Мансуров                                                             | |

| для духовых | для духовых                                           | для духовых            | для духовых                        | для духовых                                                                               |
| год         | произведение                                          | первое исполнение      | исполнители                        | публикация                                                                                |
| ----------- | ----------------------------------------------------- | ---------------------- | ---------------------------------- | ----------------------------------------------------------------------------------------- |
| 1965        | Концерт для флейты с оркестром                        | 18.4.1972, Москва      | А. В. Корнеев                      | Луппов А. Б. Концерт для флейты с оркестром. — М.: Музыка, 1969.                          |
| 1966        | Концерт для гобоя с оркестром                         | 18.4.1972, Москва      | А. С. Любимов                      | Луппов А. Б. Концерт для гобоя с оркестром. — М.: Сов. композитор, 1979.                  |
| 1967        | Концерт для фагота с оркестром                        | 3.3.1973, Москва       | В. Л. Власенко                     | Луппов А. Б. Концерт для фагота с оркестром. — М.: Музыка, 1972.                          |
| 1968        | Концерт для кларнета с оркестром                      | 3.3.1973, Москва       | В. Тупикин                         | Луппов А. Б. Концерт для кларнета с симфоническим оркестром. — М.: Сов. композитор, 1980. |
| 1979        | «Юморески»: Сюита для 4-х тромбонов                   | 23.4.1979, Казань      | ансамбль п/у Г. З. Ройтфарба       |                                                                                           |
| 1979        | Концерт для трубы с оркестром                         | 20.3.1984, Казань      | Кабанов; дирижёр В.Вшивцев         | Луппов А. Б. Концерт для трубы с оркестром. — М.: Сов. композитор, 1988.                  |
| 1980        | Две концертных пьесы для гобоя соло                   | 26.2.1980, Чебоксары   | А. С. Любимов                      | Луппов А. Б. Две концертных пьесы для гобоя соло. — М.: Сов. композитор, 1982.            |
| 1986        | Два брасс-квинтета                                    | 19.11.1986, Саратов    | квинтет п/у А.Селянина             |                                                                                           |
| 1986        | Концерт для валторны с оркестром                      |                        |                                    |                                                                                           |
| 1989        | Прелюдия и токката для тромбона соло                  | 19.10.1989, Казань     | Ш.Низамутдинов                     |                                                                                           |
| 1989        | Брасс-квинтет № 3                                     | 10.4.1990, Казань      | квинтет п/у Ф.Шигапова             |                                                                                           |
| 1991        | Квинтет для деревянных духовых и валторны             | 28.11.1991, Йошкар-Ола | квинтет п/у В.Яшмолкина            |                                                                                           |
| 1996        | Концерт для тромбона с оркестром                      | 26.9.1998, Казань      | Д.Максимов; дирижёр Ф. Ш. Мансуров |                                                                                           |
| 2001        | «Шурале и лунная красавица»: Фантазия для фагота соло | 9.11.2001, Москва      | И.Айнатуллов                       |                                                                                           |
| 2001        | «Легенда о Сююмбике» для гобоя соло                   |                        |                                    |                                                                                           |
| 2005        | «Клоун» : Фантазия для кларнета-соло                  | 21.12.2005             |                                    |                                                                                           |

| для органа | для органа      | для органа        | для органа  |
| год        | произведение    | первое исполнение | исполнители |
| ---------- | --------------- | ----------------- | ----------- |
| 1998       | Фантазия и фуга | 4.1.1998, Казань  | Л.Лабзина   |

| для фортепиано | для фортепиано                                                      | для фортепиано              | для фортепиано                                            | для фортепиано |
| год            | произведение                                                        | первое исполнение           | исполнители                                               | публикация |
| -------------- | ------------------------------------------------------------------- | --------------------------- | --------------------------------------------------------- | --- |
| 1958           | Концерт для фортепиано с оркестром                                  | 1958, Москва                | автор; Большой симфонический оркестр, дирижёр О. Х. Дурян | |
| 1959           | Фортепианный квинтет                                                | 25.5.1959, Казань           | автор и квартет преподавателей Казанской консерватории    | Луппов А. Б. Фортепианный квинтет. — М.: Сов. композитор, 1971.                                                                         |
| 1959           | Токката                                                             | 18.10.1959, Йошкар-Ола      | автор                                                     | Луппов А. Б. Токката для фортепиано. — М.: Музыка, 1965.                                                                                |
| 1960           | Вариации                                                            | 9.12.1960, Йошкар-Ола       | автор                                                     | Луппов А. Б. Вариации для фортепиано. — М.: Сов. композитор, 1974.                                                                      |
| 1961           | Концертино-токката для фортепиано с оркестром                       | 19.11.1961, Казань          | автор; дирижёр И. Э. Шерман                               | Луппов А. Б. Концертино-токката для фортепиано с оркестром. — М.: Сов. композитор, 1971.                                                |
| 1973           | Юмореска                                                            |                             |                                                           | Луппов А. Б. Юмореска для фортепиано. — М.: Сов. композитор, 1975.                                                                      |
| 1975           | Чувашская сюита                                                     | 19.11.1975, Казань          | Р.Еникеева                                                | Луппов А. Б. Чувашская сюита для фортепиано. — М.: Сов. композитор, 1980.                                                               |
| 1977           | Первая сюита для двух фортепиано                                    | 24.2.1978, Москва           | Ф.Хасанова и Э.Монасзон                                   | Луппов А. Б. Первая сюита для 2-х фортепиано. — М.: Сов. композитор, 1991.                                                              |
| 1978           | Девять татарских народных песен для детей                           |                             |                                                           | Луппов А. Б. Девять татарских народных песен для фортепиано для детей // Народная музыка. — М.: Сов. композитор, 1980.                  |
| 1981           | «Акварели»: Четыре пьесы                                            | 3.10.1984, Казань           | Ф.Хасанова                                                | Луппов А. Б. «Акварели»: Четыре пьесы для фортепиано. — М.: Сов. композитор, 1986.                                                      |
| 1981           | Вторая сюита для двух фортепиано                                    | 2.12.1981, Набережные Челны | Ф.Хасанова и Э.Ахметова                                   | |
| 1984           | «Детский альбом» на татарские народные темы                         |                             |                                                           | Луппов А. Б. «Детский альбом» для фортепиано на татарские народные темы : Учебно-педагогический репертуар. — М.: Сов. композитор, 1988. |
| 1989           | Концертино-токката № 2 для фортепиано с оркестром                   | 26.12.1989, Казань          | Н.Серазетдинова                                           | |
| 1991           | «Pentacordia-1»: Сюита                                              | 23.12.1992, Казань          | автор                                                     | |
| 1992           | «Pentacordia-2»: Сюита                                              | 23.12.1992, Казань          | автор                                                     | |
| 1996           | Марийский альбом                                                    |                             |                                                           | |
| 1998           | Фантазия для фортепиано с оркестром на темы балета «Лесная легенда» | 10.11.1998, Йошкар-Ола      | дирижёр И.Егоров                                          | |
| 2001           | Детский альбом № 2                                                  |                             |                                                           | |
| 2001           | «Три вопроса Заратустры»                                            | 5.12.2001, Казань           | автор                                                     | |
| 2004           | Токката на чёрных клавишах                                          | 21.12.2004, Казань          | З.Мустафина                                               | |

| камерная музыка | камерная музыка                                               | камерная музыка                                          | камерная музыка                                                   | камерная музыка |
| год             | произведение                                                  | первое исполнение                                        | исполнители                                                       | публикация |
| --------------- | ------------------------------------------------------------- | -------------------------------------------------------- | ----------------------------------------------------------------- | --- |
| 1959            | Рапсодия для скрипки и фортепиано                             | 19.12.1959, Йошкар-Ола                                   | В.Афанасьев (скрипка) и автор (ф-но)                              | Луппов А. Б. Рапсодия для скрипки и фортепиано. — М.: Сов. композитор, 1978. |
| 1967            | Баллада для альта и фортепиано                                | 6.5.1967, Казань                                         | С. Басовский (альт), автор (ф-но)                                 | Луппов А. Б. Баллада для альта и фортепиано. — М.: Сов. композитор, 1976. |
| 1974            | Мелодия и скерцо для кларнета и фортепиано                    |                                                          |                                                                   | Луппов А. Б. Мелодия и скерцо для кларнета и фортепиано / Учебно-педагогический репертуар. — М.: Сов. композитор, 1975. |
| 1974            | Скерцо для трубы и фортепиано                                 |                                                          |                                                                   | Луппов А. Б. Скерцо для трубы и фортепиано // Учебно-педагогический репертуар (сборник). — М.: Музыка, 1978. |
| 1975            | Романс и танец для валторны и фортепиано                      |                                                          |                                                                   | Луппов А. Б. Романс и танец для валторны и фортепиано // Учебно-педагогический репертуар (сборник). — М.: Музыка, 1976. |
| 1975            | Две пьесы для флейты и фортепиано                             | 10.10.1975, Казань                                       | Р.Гайсин (флейта) и автор (ф-но)                                  | Луппов А. Б. Две пьесы для флейты и фортепиано. — М.: Сов. композитор, 1982. |
| 1978            | Соната для виолончели и фортепиано                            | 23.4.1979                                                | Г.Сафина (виолончель) и автор (ф-но)                              | Луппов А. Б. Соната для виолончели и фортепиано. — М.: Сов. композитор, 1991. |
| 1987            | Концерт для струнных и литавр                                 | 12.11.1987, Казань                                       | дирижёр В.Афанасьев                                               | |
| 1992            | «Осенняя музыка» для флейты и фортепиано                      | 23.12.1992, Казань                                       | Д.Антонов (флейта) и автор (ф-но)                                 | |
| 1995            | Сюита для флейты и фортепиано на темы Д.Файзи                 | 19.10.1995, Казань                                       | А.Смирнова (флейта) и автор (ф-но)                                | |
| 1996            | Струнный квартет № 1                                          | 12.11.1997, Казань                                       | Государственный квартет Республики Татарстан п/у Ш. Х. Монасыпова | |
| 1998            | «Татарика» : Квартет для флейты, гобоя, фагота и фортепиано   | 15.04.2000, Казань                                       | ансамбль «Барокко» п/у Д.Антонова                                 | |
| 2000            | «Facsimile» : Струнный квартет № 2                            | 2.11.2000, Казань                                        | Государственный квартет Республики Татарстан п/у Ш. Х. Монасыпова | |
| 2000            | Маленькая концертная музыка для кларнета и струнного квартета | 16.4.2000, Казань, Международный фестиваль «Европа-Азия» | Ф.Башор (кларнет) и квартет «Lumina»                              | |
| 2001            | «В цирке»: Сюита для трубы и фортепиано                       |                                                          |                                                                   | Луппов А. Б. «В цирке»: Сюита для трубы и фортепиано // Произведения композиторов Татарстана: в 2 ч. : для трубы в сопровождении фортепиано / Казан. консерватория; сост. и муз. ред. партии трубы А.Величко. — Казань, 2004. — (Концертный и педагогический репертуар трубача).                     |
| 2001            | «Perpetum mobile» для камерного ансамбля                      | 21.4.2001, Москва                                        | Московский ансамбль современной музыки п/у В.Виноградова          | |
| 2001            | «Confession» — струнный квартет № 3                           | 5.12.2001, Казань                                        | Государственный квартет Республики Татарстан п/у Ш. Х. Монасыпова | |
| 2002            | «Зов предков» для кларнета и скрипки                          | 6.4.2002, Зеленодольск                                   | Ф.Башор (кларнет) и А.Мешбор (скрипка)                            | |
| 2003            | Трио для фортепиано, скрипки и виолончели                     |                                                          |                                                                   | |
| 2004            | Струнный квартет № 4                                          | 21.12.2005, Казань                                       | Государственный квартет Республики Татарстан п/у Ш. Х. Монасыпова | |
| 2004            | Струнный квартет № 5: Прелюдия и токката                      | 21.12.2005, Казань                                       | Государственный квартет Республики Татарстан п/у Ш. Х. Монасыпова | |
| 2004            | «Загадочные фигуры»: Поэма для флейты и фортепиано            | 21.12.2004, Казань                                       | Д.Каргин (флейта) и В.Таганцева (ф-но)                            | |
| 2004            | Три пьесы из балета «Лесная легенда» для трубы и фортепиано   |                                                          |                                                                   | Луппов А. Б. Три пьесы из балета «Лесная легенда» для трубы и фортепиано // Произведения композиторов Татарстана: в 2 ч. : для трубы в сопровождении фортепиано / Казан. консерватория; сост. и муз. ред. партии трубы А.Величко. — Казань, 2004. — (Концертный и педагогический репертуар трубача). |
| 2005            | «Шурале — шутник»: Скерцо для тубы и фортепиано               |                                                          |                                                                   | |

| для скрипки | для скрипки                     | для скрипки        | для скрипки                                                    |
| год         | произведение                    | первое исполнение  | исполнители                                                    |
| ----------- | ------------------------------- | ------------------ | -------------------------------------------------------------- |
| 1977        | Адажио для ансамбля скрипок     | 2.12.1977, Казань  | ансамбль скрипачей п/у Г.Ходжаева                              |
| 1982        | Концерт для скрипки с оркестром | 29.10.1982, Казань | З.Шихмурзаева; дирижёр Р. С. Салаватов                         |
| 1982        | Романс для ансамбля скрипок     | 6.12.1982, Казань  | ансамбль скрипачей Казанского музыкального училища п/у Ф.Бурдо |

| для ударных | для ударных                                | для ударных       | для ударных                        |
| год         | произведение                               | первое исполнение | исполнители                        |
| ----------- | ------------------------------------------ | ----------------- | ---------------------------------- |
| 2001        | «Сокровища Золотой орды» для 4-х ударников | 5.12.2001, Казань | ансамбль ударных п/у И.Сабирьянова |

музыка к спектаклям
- 1960—1964, Казань, БДТ им. Качалова — «Коллеги», «Гроза», «В день свадьбы», «Поднятая целина»

### Дискография
| год  | произведение | исполнитель | Название пластинки                                         | лейбл                   |
| ---- | --- | --- | ---------------------------------------------------------- | ----------------------- |
| 1971 | Концерт для гобоя с оркестром | Е.Фёдоров, дирижёр И.Гуляев | Оркестр русских народных инструментов Новосибирского радио | «Мелодия», СМ 02475-6   |
| 1972 | Сыны Акпарса, героическая поэма | оркестр; дирижёр М.Капланский | Государственный ансамбль песни и танца «Марий Эл»          | «Мелодия», Д 31575-6    |
| 1979 | Симфония до мажор; Праздничная увертюра; Детская сюита для струнного оркестра; Концертино-токката для ф-но с оркестром                                                | Государственный симфонический оркестр Татарской АССР; Струнная группа оркестра Татарского театра оперы и балета им. М. Джалиля; дирижёры Н.Рахлин, И.Шерман | А.Луппов                                                   | «Мелодия», М10 41435-6  |
| 1979 | Танец охотников, Лесные девушки, Керемет, Адажио, Интродукция и юмореска, Дуэт жениха и невесты, Общий танец, Печаль Эрики, Заключительная сцена; Марийское каприччио | Государственный симфонический оркестр Татарской АССР; дирижёр Н. Рахлин                                                                                     | А. Луппов. «Лесная легенда», фрагменты балета              | «Мелодия», С10 11679-80 |
| 1979 | Концерт для флейты с оркестром; Концерт для гобоя с оркестром; Концерт для кларнета с оркестром; Концерт для фагота с оркестром                                       | А. Корнеев, флейта; А.Любимов, гобой; В. Тупикин, кларнет; В. Власенко, фагот; Симфонический оркестр ЦТ и ВР. Дирижёры: А. Корнеев; В. Дударова             | А. Луппов. Концерты                                        | «Мелодия», С10 13033-4  |

## Награды и признание
- диплом II степени на Всесоюзном смотре творчества молодых композиторов (1959) — за фортепианный квинтет, посвящённый памяти композиторов-воинов, погибших в Великой Отечественной войне[9]
- диплом I степени на Всесоюзном конкурсе молодых композиторов (1963)
- Заслуженный деятель искусств Марийской АССР (1968)
- Государственная премия Марийской АССР (1973)
- Заслуженный деятель искусств РСФСР (1974)
- Заслуженный деятель искусств Республики Татарстан (1994)
- Почётная грамота Республики Калмыкия (2003)[10]
- Государственной премии Республики Татарстан имени Габдуллы Тукая (1999) — за цикл симфонических произведений[9]
- Народный артист Республики Татарстан (2009)[11]
- Медаль Республики Татарстан «За доблестный труд» (2014) — за большой вклад в развитие музыкального искусства и многолетнюю плодотворную работу[12]
- Медаль ордена «За заслуги перед Марий Эл» (2019) — за большой вклад в развитии музыкального искусства[13].